# Ami Sugita
Ami Sugita (杉田 亜未 Sugita Ami?), född 14 mars 1992, är en japansk fotbollsspelare som spelar för Iga FC Kunoichi.
Ami Sugita spelade 6 landskamper för det japanska landslaget. Hon deltog bland annat i Asiatiska mästerskapet i fotboll för damer 2014.